# Teltower FV 1913
Der Teltower FV 1913 ist ein deutscher Fußballverein aus Teltow im Landkreis Potsdam-Mittelmark. Heimstätte der Brandenburger ist der Sportplatz Jahn-Straße, der 1.000 Zuschauern Platz bietet.

## Sportlicher Werdegang

Historisches Logo der BSG Motor Teltow

Der Teltower FV wurde 1913 unter der Bezeichnung SC Teltow 1913 gegründet. Der Club spielte bis 1933 in den Meisterschaften des Arbeitersports stets unterklassig. Wie der Dresdner SV 1910 spaltete sich auch der SC Teltow im Jahr 1931 in zwei Mannschaften, die jeweils in den Meisterschaften des Arbeiter-Turn- und Sportbundes und des Rotsports antraten. Mit der Machtübernahme der Nationalsozialisten wurde der Club nicht aufgelöst, trat bis 1945 aber nur im regionalen Bereich Berlins in Erscheinung.
1945 wurde der Club aufgelöst und als SG Teltow neu gegründet. Die Sportgruppe wurde Anfang der fünfziger Jahre zur Betriebssportgemeinschaft und lief als BSG Empor Teltow, später auch als BSG Askania Teltow, auf. 1951 erfolgte eine erneute Umbenennung in Motor Teltow. Mit der Auflösung der Länder und Gründung der Bezirke wurde Motor Teltow zum Gründungsmitglied der drittklassigen Bezirksliga Potsdam. Die BSG hielt die neu gegründete Bezirksliga mit überwiegend gesicherten Mittelfeldplätzen. Im FDGB-Pokal 1954/55 erreichten die Brandenburger nach einem 2:0-Sieg über die SG Grünau die zweite Runde, unterlagen in der Folgerunde dem favorisierten DDR-Oberligisten Motor Altenburg aber mit 0:2. Bereits 1957 stieg Motor Teltow wieder in die Bezirksklasse ab.
1969 fusionierte Motor Teltow mit dem Bezirksligisten ASG Vorwärts Potsdam zur SG Vorwärts/Motor Teltow. Im Bezirkligateam fanden sich letztlich nur wenig Spieler aus Teltow wieder. Sie SG bestand in erster Linie aus im Militärdienst stehenden Oberligaspielern aus Potsdam und Stahnsdorf. 1977 wurde die Fusion gelöst. Motor Teltow agierte noch bis 1989 drittklassig, etwaige Aufstiege in die DDR-Liga fanden nicht statt. Größter Erfolg war der Gewinn des Potsdamer Bezirkspokals im Jahr 1981, in dem sich die BSG Motor Teltow mit 2:1 gegen die zweite Vertretung von Motor Babelsberg durchsetzen konnte. In der damit verbundenen Qualifikation zum FDGB-Pokal 1981/82 unterlag Teltow gegen Bergmann-Borsig Berlin mit 1:3.
1990 löste sich die Fußballabteilung aus der BSG heraus und gründete den Teltower FV 1913 neu. Der TFV agiert seit der Wende nur noch unterklassig.

## Personen
- Harald Betke
- Axel Brademann
- Otto Hoppe
- Matthias Kaiser
- Ralf Kraft
- Bernd Krauß
- Lutz Möckel
- Manfred Scharon
- Harry Zedler

## Statistik
- Teilnahme FDGB-Pokal: 1954/55, 1981/82